# 2022년 니더작센주 주의회 선거
2022년 니더작센주 주의회 선거는 니더작센주의 주의원을 선출하기 위해 2022년 10월 9일 실시됐다. 선거 결과 현 주총리인 슈테판 바일이 이끄는 사회민주당이 33%를 얻어 원내 1당 자리를 지켜냈다.

## 선거 배경
2017년 선거에서 사회민주당은 당초 예상을 깨고 원내 1당 자리를 수성했다. 그러나 연정 파트너였던 녹색당이 부진하고 독일을 위한 대안이 원내 진출에 성공하면서 기존 적록 연정은 과반수 획득에 실패했다. 이에 주총리이자 주 사민당 대표였던 슈테판 바일은 기독교민주연합과의 대연정을 합의했다.

### 주해
1. ↑   낙선 후 비례대표 당선
2. ↑   낙선 후 비례대표 당선